# Les aventures del Jules i l'Asha
Les aventures del Jules i l'Asha (títol original en francès, Jules au pays d'Asha) és una pel·lícula dramàtica canadenca del 2023 dirigida per Sophie Farkas Bolla. S'ha doblat i subtitulat al català.

## Repartiment
- Alex Dupras: Jules
- Gaby Jourdain: Asha
- Marilyse Bourke: Catherine
- Kevin Papatie: Niimi
- Emmanuel Schwartz: Jovite
- Elliot Miville-Deschênes: Jean
- Maddy Rankin-Kistabish: Maddy
- Andrew Shaver: M. Moore